# Лабиовелярные согласные
Лабиовелярные согласные — согласные звуки, вдвойне сочленённые в мягком нёбе и губах, как например [k͡p]. Термин также может относиться к лабиализованным велярным звукам, как например [kʷ] и аппроксимант [w].

## Примеры
Истинно вдвойне сочленённые лабио-велярные звуки, как смычные и носовые, встречаются в большинстве языков Восточной и Центральной Африки (они есть во многих нигеро-конголезских, убангийских, чадских и центральносуданскиех языках) и относительно распространены в восточной части Новой Гвинеи. Они включают в себя звуки [k͡p, ɡ͡b, ŋ͡m, w]. Порядок букв в звуках ⟨k͡p⟩ и ⟨ɡ͡b⟩ непроизвольный, но мотивирован фонетическим деталями этих звуков.
В языке йеле в Папуа — Новой Гвинее есть как лабиовелярные, так лабиоальвеолярные согласные. Лабиовелярная смычка (остановка) и носовые звуки также встречаются во вьетнамском языке, хотя и только в конце слов.
| МФА | Описание                                | Пример           | Пример     | Пример    | Пример         |
| МФА | Описание                                | Язык             | Орфография | МФА       | Значение       |
| --- | --------------------------------------- | ---------------- | ---------- | --------- | -------------- |
| k͡p  | Глухой лабиовелярный взрывной согласный | Логба (Гана)     | ò-kpàyɔ̀    | [ò-k͡pàjɔ̀] | «Бог»          |
| ɡ͡b  | Звонкий лабиовелярный взрывной          | Эве              | Ewegbe     | [ɛβɛɡ͡be]  | «язык эве»     |
| ŋ͡m  | Лабиовелярный носовой согласный         | Вьетнамский язык | cung       | [kuŋ͡m]    | «лук (оружие)» |

Эти звуки являются скорее одиночными согласными, чем группами согласных. Например, язык эггон противопоставляет эти возможности со звуками /bɡ/ и /ɡb/ — оба выходящие из /ɡ͡b/. Пропуская тон, мы имеем:
| Одиночный согласный | Одиночный согласный | Последовательность из двух согласных | Последовательность из двух согласных |
| ------------------- | ------------------- | ------------------------------------ | ------------------------------------ |
| pom                 | «загонять»          | kba                                  | «копать»                             |
| abu                 | «собака»            | bɡa                                  | «бить, убивать»                      |
| aku                 | «комната»           | ak͡pki                                | «желудок»                            |
| ɡom                 | «ломать»            | ɡ͡bɡa                                 | «измельчать»                         |
| k͡pu                 | «умирать»           | kpu                                  | «становиться на колени»              |
| ɡ͡bu                 | «приехать»          | ɡba                                  | «разделить»                          |

Лабио-велярные смычки, как, например, абруптивный согласный звук [k͡pʼ] и имплозивный [ɠɓ], также встречаются. В языках наподобие японского могут быть лабио-велярные аппроксиманты.
Хотя такие символы и понятны, они не утверждены МФА и не имеют значения в Юникоде. Они могут быть определены как показ в шрифте OpenType диграфов gb и kp. Для расшифровки этих звуков можно иногда увидеть лигатуры со связным бруском вместо диграфов:
|  |  |
|  |  |